# Александер Джардін Гантер
Александер Джардін Гантер (англ. Alexander Jardine Hunter; лютий 1868, Літ — 25 серпня 1940, Т'юлон) — канадський пресвітеріанський священник і лікар; перекладач творів Т. Г. Шевченка.

## Біографія
Народився у лютому 1868 року в місті Літ, штат Онтаріо, Канада. Шотландець за походженням.
Навчався у медичній школі Торонтського університету й у Торонтському Нокс-коледжі, які закінчив 1899 року. По закінченні навчання був священником і разом з тим працював лікарем. 1914 року взяв шлюб з Джорджіною Елен Янг, в них було троє дітей — Джон, Гордон, Елізабет.
Помер 25 серпня 1940 року в місті Теулон, Канада.

### Українська діяльність
Багато допомагав українським поселенцям у Манітобі, перекладач творів Т. Г. Шевченка.
Вивчав українську мову, 1922 року вийшла книга його перекладів «The Kobzar of the Ukraine» з біографією Кобзаря та вільним переспівом 23 його поезій. Українській тематиці присвятив ще кілька своїх творів. В одній своїй статті від 1930 року, порівнюючи Шевченка з найславетнішим шотландським поетом Робертом Бернсом, стверджував, що Шевченко перевищував Бернса за характером і моральними цінностями: «Шотландський поет зробив свій люд більш гордим, більш щасливим, український дав свому народові силу і віру в будуччину…». Цього ж року в промові на святі Шевченка у Вінніпеґу визначив місце Шевченка поміж найбільшими велетнями людської творчості.  